# Bryum lugubre
Bryum lugubre är en bladmossart som beskrevs av Ingebrigt Severin Hagen 1904. Bryum lugubre ingår i släktet bryummossor, och familjen Bryaceae. Inga underarter finns listade i Catalogue of Life.